# پارک علم و فناوری دانشگاه صنعتی شریف
پارک علم و فناوری دانشگاه صنعتی شریف یک شهرک علمی است که در سال ۱۳۹۵ با هدف فعالیت‌های مرتبط با کارآفرینی و شکل‌گیری شرکت‌های دانش‌بنیان در دانشگاه صنعتی شریف که به تدریج از سال ۱۳۷۹ توسعه یافته بودند، تأسیس شد. هویت‌بخشی به ناحیه نوآوری شریف در اطراف پردیس اصلی دانشگاه و کمک به رونق کسب‌وکارهای فناوران مستقر در این ناحیه یکی از برنامه‌های مهم پارک محسوب می‌شود.

## شتاب‌دهنده

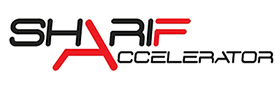
لوگو شتاب‌دهنده پارک علم و فناوری دانشگاه صنعتی شریف

شتاب‌دهنده پارک علم و فناوری شریف به عنوان نخستین شتاب‌دهنده دانشگاهی ایران، فعالیت خود را به طور رسمی از ابتدای سال ۹۳ برای پرورش ایده‌های خلاقانه دانشجویان و فارغ‌التحصیلان دانشگاه صنعتی شریف آغاز کرده است. این شتاب‌دهنده به عنوان یکی از نهادهای زیرمجموعه پارک علم و فناوری دانشگاه صنعتی شریف، از استارتاپ‌های مبتنی بر فناوری در حوزه‌های فناوری اطلاعات و ارتباطات، فنی و مهندسی و سخت‌افزاری حمایت می‌کند.این استارتاپ‌ها به شرط آنکه حداقل نیمی از بنیان‌گذاران آن دانشجو یا فارغ‌التحصیل شریف باشند می‌توانند در شتاب‌دهنده شریف پذیرش شوند و از خدمات آن جهت تسریع توسعه کسب‌وکار نوپای خود بهره بگیرند.

حمایت‌های شتاب‌دهنده شریف در قالب بسته خدمات شامل ارائه مشاوره، آموزش، تخصیص فضای کار اشتراکی، ارائه خدمات کارگاهی و آزمایشگاهی برای توسعه محصول، پرداخت بذرمایه و فراهم آوردن امکان دسترسی به شبکه سرمایه‌گذاران، کارآفرینان و شرکای صنعتی برای استارتاپ‌ها است.

رسالت کاری شتاب‌دهنده شریف کاهش ریسک آغاز کسب‌وکار برای تیم‌های مستعد و دانشی است. شتاب‌دهنده شریف تلاش می‌کند تا استارتاپ‌ها در آغاز به کار خود در فرآیند شتاب‌دهی ۳ تا ۹ ماهه بر روی توسعه فناوری و محصول متمرکز شوند. همچنین استارتاپ‌های موفق خارج شده از شتاب دهنده می‌توانند دوره سه ساله رشد را در مرکز رشد پارک علم و فناوری دانشگاه صنعتی شریف، سپری کنند و از خدمات آن بهره‌مند شوند.
ارائه نیازمندی‎‌های روز صنعت و بازار به منظور ترغیب دانشجویان برای فعالیت در راستای رفع نیازمندی‌های روز کشور از طریق رویدادهای آموزشی از دیگر محورهای فعالیت شتاب‌دهنده شریف است.

از تأسیس شتاب‌دهنده شریف تا کنون، بیش از ۱۳۰ تیم موفق به پذیرش در شتاب‌دهنده شده‌اند. از بین تیم‌های پذیرفته شده تا کنون بیش از ۴۰ تیم موفق به جذب سرمایه‌گذار شده‌اند و با اتکا به درآمد حاصل از فروش محصولات خود مشغول به فعالیت هستند.

خدمات شتاب‌دهنده شریف عبارتند از:
- جذب، سامان‌دهی و ارزیابی ایده‌های دانشجویان

- حمایت از نوآوری و خلاقیت دانشجویان از مسیر توانمندسازی و تیم‌سازی آن‌ها

- بسترسازی جهت تسریع فرایند تبدیل ایده‌ها به محصول اولیه
- فراهم ساختن بستری برای انتقال تجربه از کارآفرینان به تیم‌های نوپا
- حمایت از فرایند تجاری‌سازی ایده‌ها/ محصولات فناورانه

(وبسایت شتاب‌دهنده پارک علم و فناوری دانشگاه صنعتی شریف)

## مرکز رشد
مرکز رشد پارک علم و فناوری دانشگاه صنعتی شریف در سال ۱۳۸۲ تأسیس شد. این مرکز ضمن تأمین فضای استقرار و دفتر کار در مجاورت دانشگاه صنعتی شریف برای شرکت‌های نوپای برخاسته از دانشگاه، با ارائه خدمات متنوع آموزشی، مشاوره ای، تبلیغاتی، بازاریابی و شبکه‌سازی به رشد کسب‌وکارهای نوپا کمک می‌کند تا فرآیند تجاری‌سازی محصولات تسهیل شده و مخاطرات و هزینه‌ها کاهش یابد.

تاکنون ۳۴۵ واحد فناور از خدمات مرکز رشد بهره‌مند شده‌اند و در حال حاضر بیش از ۷۰ شرکت نوپا در مرکز رشد و سایت‌های تخصصی آن مستقر هستند. مجموع فضاهای مرکز رشد در سال ۱۴۰۰ بیش از ۵۰۰۰ مترمربع است که شامل ۹ ساختمان و سه خوشه تخصصی است. بیش از ۴۰ شرکت مستقر در مرکز رشد دانش‌بنیان یا خلاق هستند.

در سال ۱۳۹۳ طی تفاهم نامه‌ای با پژوهشکده انرژی دانشگاه صنعتی شریف بیش از ۳۰۰ مترمربع فضا جهت استقرار شرکت‌های تخصصی در حوزه آب و انرژی در اختیار مرکز رشد قرار گرفت که اکنون ۹ شرکت فعال در این فضا مستقر هستند.
در سال ۱۳۹۷ طی تفاهم نامه‌ای با شهرداری تهران یکی از ساختمان‌های منطقه ۹ با زیربنای ۹۷۰ مترمربع جهت راه‌اندازی مرکز فناوری‌های هوشمند شهری در اختیار مرکز رشد قرار گرفت که در ۳۱ اردیبهشت‌ماه ۹۸ افتتاح شد و هم‌اکنون میزبان ۹ شرکت نوپا و ۱۵ تیم استارتاپی است.
در خردادماه ۹۸ تفاهم نامه‌ای بین پارک علم و فناوری دانشگاه صنعتی شریف و همراه اول امضا گردید که یکی از ساختمان‌های مرکز رشد به زیربنای ۵۰۰ مترمربع برای راه‌اندازی مرکز نوآوری همراه اول و استقرار شرکت‌های مرتبط با فناوری اطلاعات و ارتباطات در اختیار این شرکت قرار گرفت که در مردادماه ۹۹ افتتاح شد.
(وبسایت مرکز رشد پارک علم و فناوری دانشگاه صنعتی شریف)

## مجتمع‌های فناوری
مجتمع‌های فناوری محل استقرار شرکت‌هایی هستند که دوره رشد کسب‌وکار خود را طی کرده‌اند و علاقه‌مند به حضور در مجاورت دانشگاه صنعتی شریف (ناحیه نوآوری شریف) هستند. این شرکت‌ها از  فضای استقرار، تسهیلات قانونی و  ظرفیت‌های زیست‌بوم نوآوری شریف بهره‌مند می‌شوند. در حال حاضر  بیش از ۳۰ شرکت رشدیافته در سه مجتمع فناوری مستقر و مشغول به فعالیت هستند. 

## تیم‌ها و شرکت‌های حمایت شده
در حال حاضر آمار تیم‌ها و شرکت‌های مورد جمایت قرار گرفته توسط پارک شریف بدین ترتیب است:
- بیش از ۱۵۰ تیم‌ در شتاب‌دهنده
- بیش از ۳۵۰ شرکت نوپا در مرکز رشد
- بیش از ۳۵ شرکت رشدیافته در مجتمع‌های فناوری

برای اطلاع از شرایط پذیرش در پارک شریف و نهادهای آن می‌توانید به صفحه مربوطه در سایت رسمی پارک علم و فناوری دانشگاه شریف مراجعه بفرمایید.  (شرایط پذیرش در پارک علم و فناوری دانشگاه صنعتی شریف)

## خدمات و حمایت‌ها
- تسهیل گری در تأمین فضای استقرار شرکت‌ها
- عرضه واحدهای استیجاری در ساختمان‌های چندمستاجره
- بهره‌مندی از امکانات تخصصی، آزمایشگاهی و کارگاهی دانشگاه صنعتی شریف
- خدمات هم‌آفرینی جهت توسعه ارتباطات و تعریف همکاری‌های مشترک با شبکه فناورانه پارک علم و فناوری شریف
- خدمات تخصصی تجاری‌سازی و ثبت پتنت
- ارائه فرصت‌های سرمایه‌گذاری در اکوسیستم نوآوری و فناوری
- تأمین نیروی انسانی تخصصی
- پشتیبانی مالی و سرمایه‌گذاری شامل:
  - معافیت مالیاتی و عوارض گمرکی و
  - تسریع فرایند رشد و پایدارسازی شرکتهای دانش‌بنیان
  - دسترسی آسان‌تر و ارزان‌تر به سرمایه و پشتیبانی مالی در مقایسه با محیط خارجی پارک

## ناحیه نوآوری شریف
با گذر زمان و فراگیر شدن موضوع کارآفرینی در دهه‌‌های اخیر، کسب‌وکار‌های بسیاری در مجاورت دانشگاه صنعتی شریف شکل گرفته‌اند. تا جایی که صدها شرکت توسط دانش‌آموختگان جوان، نخبه و با پشتکار این دانشگاه ایجاد شده و ارزش‌آفرینی و اشتغال‌زایی بسیاری به همراه داشته است.
با تأسیس پارک علم و فناوری دانشگاه صنعتی شریف در سال ۱۳۹۵، مهم‌ترین برنامه‌ این مجموعه هویت‌بخشی و توسعه زیست‌بوم شکل گرفته در مجاورت دانشگاه صنعتی شریف، تحت عنوان «ناحیه نوآوری شریف» قرار داده شد که موجب شتاب‌بخشی به روند شکل‌گیری و رشد کمی و کیفی شرکت‌های نوآور در این ناحیه شده است. ناحیه نوآوری شریف به مساحت ۲۵۰ هکتار در میان خیابان آزادی و سه بزرگراه شهید جناح، شیخ فضل الله نوری و یادگار امام واقع شده است و هم‌اکنون بیش از ۵۰۰ شرکت، ۲۱ شتابدهنده، ۱۲ صندوق و شرکت سرمایه‌گذاری و ۱۲ مرکز نوآوری در آن مستقر هستند.
با هدف توسعه راهبردی این ناحیه، مطالعه‌ جامعی بر ۲۱ ناحیه نوآوری در سطح جهان انجام شده که بر اساس آن اقدامات توسعه‌ای لازم و نقش بازیگران مختلف ناحیه نوآوری شریف مشخص گردیده است. یکی از مهمترین راهبردها، توسعه‌ ناحیه نوآوری شریف با محوریت بخش خصوصی و بدون مشارکت مستقیم نهاد‌های دولتی است. بر همین مبنا، پارک علم و فناوری دانشگاه صنعتی شریف در نظر دارد با ایفای نقش تسهیلگری خود و ایجاد تعاملی سازنده بین بدنه‌ علمی دانشگاه صنعتی شریف، بازیگران زیست‌بوم نوآوری و بخش خصوصی توانمند، زمینه را برای بروز استعدادها و شایستگی‌های دانشگاهیان، نخبگان و کارآفرینان در ناحیه نوآوری شریف فراهم نماید و یک الگوی ملی را در زمینه‌ توسعه‌ پایدار و ارزش‌آفرینی ارائه دهد.
ناحیه نوآوری شریف، یک زیست‌بوم نوآوری مبتنی بر یک مکان جغرافیایی است. زیست‌بوم نوآوری به مجموعه‌ای از بازیگران گفته می‌شود که در مسیر شکل‌گیری کسب‌وکارها (از لحظه خلق ایده جدید تا ایجاد و رشد کسب‌وکار) دخیل هستند و برای «خلق ارزش مشترک» متناسب با مأموریت، توانمندی یا شایستگی محوری خود به ایفای نقش می‌پردازند.
امروزه زیست‌بوم ناحیه نوآوری شریف شاهد حضور انواع بازیگران یک زیست‌بوم نوآوری بوده است که اکثریت آنها توسط بخش خصوصی مدیریت می‌شوند. نقش‌های منحصر به فرد هر یک از بازیگران و هم‌افزایی و روابط متقابل میان آنها موجب ایجاد فضایی پویا و مستعد برای شکوفایی کسب‌وکارهای نوآور در این منطقه شده است.
پارک علم و فناوری دانشگاه صنعتی شریف با همکاری دنیای اقتصاد ویژه‌نامه‌ای را با محوریت «ناحیه نوآوری شریف» تهیه و منتشر کرده است.
در این ویژه‌نامه به «روند شکل‌گیری نواحی نوآوری در ایران و جهان، معرفی پارک علم و فناوری شریف، بررسی اثر اقتصادی نواحی نوآوری و مصاحبه با بازیگران زیست‌بوم ناحیه نوآوری شریف» پرداخته شده است.

## رؤسای پارک[۱]
- مجید دهبیدی‌پور (خرداد ۹۷ تا کنون)
- محمدرضا موحدی (آبان ۹۶ تا خرداد ۹۷)
- محمد مسعود تجریشی (دی ۹۵ تا مهر ۹۶)